# Nayagarh

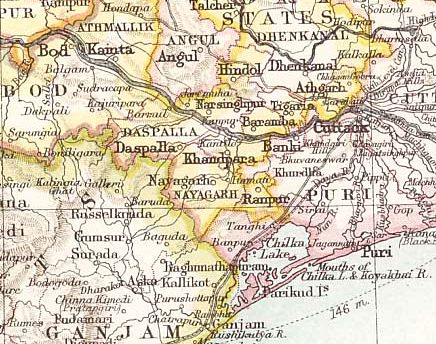
Nayagarh a un mapa de l'Imperial Gazetteer of India

Nayagarh fou un estat tributari protegit a Orissa amb una superfície de 1523 km². Limitava al nord amb Khandpara i el districte de Puri; a l'est amb Ranpur; al sud amb el districte de Puri i a l'oest amb Daspalla i el districte de Ganjam. La part sud era muntanyosa i selvàtica estant habitada principalment per khonds; el 1894 aquestos es van revoltar contra el sobirà i van matar molta gent però foren dominats amb ajut de la policia militar britànica. Els ingressos s'estimaven en 120.000 rúpies vers 1900 i pagava un tribut de 5.525 rúpies al govern britànic. La població era de 117.862 habitants el 1891, 140.779 el 1901 i 142.406 el 1931. El 1901 hi havia 775 pobles sent el principal Nayagarh (20° 08′ N, 85° 06′ E / 20.133°N,85.100°E, amb la residència del raja, que tenia 3.340 habitants el 1901. La població era hinduista (134.000) i animista (6.000); les castes principals eren: chases, pans, gaurs i bramans.
L'estat hauria estat fundat vers 1400 per un príncep de la casa de Rewa de nom Surjya Mani, al que van seguir 22 generacions fins Chandrasekhar Singh Mandhata que regnava a l'inici del segle XVIII. Khandpara fou originalment part de Nayagarh però es va erigir en estat separat vers 1600.

## Llista de rages
- Chandra Sekhar Singh Mandhata
- Purushottam Singh Mandhata
- Mrutyunjoy Singh Mandhata ? - 1784
- Binayak Singh Mandhata 1784 - 1825
- Braja Babdhu Singh Mandhata 1825 - 1851
- Ladhu Kishor Singh Mandhata 1851 - 1889
- Balbhadra Singh 1889 - 1890
- Raghunath Singh Mandhata 1890 - 1897
- Narayan Singh Mandhata 1897 - 1918 (fill)
- Krishnachandra Singh Mandhata 1918 - 1948 (fill, +1983)

## Bandera
La bandera era rectangular partida horitzontalment groc sobre blau; al centre el cap d'un tigre brodat en colors naturals.